# Fauna Europaea
«Fauna Europaea», també conegut com a FaEu, consisteix en un projecte creat per la Comissió Europea destinat a l'establiment d'una base de dades dels noms científics i de la distribució geogràfica de tots els animals pluricel·lulars terrestres i d'aigua dolça d'Europa.
Va ser creat per a un període de quatre anys, de l'1 de març de 2000 a l'1 de març de 2004 i des de llavors es va actualitzant periòdicament. Actualment la versió del programa és la 1.3, i la darrera actualització de la base de dades és del 19 d'abril del 2007. Els seus resultats estan a l'abast de tothom en una pàgina web oficial.
El responsable del projecte ha estat Yde de Jong (Universitat d'Amsterdam) i l'han coordinat de manera conjunta des d'Amsterdam (Melina Verbeek), Copenhaguen (Verner Michelsen, Per Bjørn de la Place, Fedor Steeman), París (Nicolas Bally, Claire Basire) i Varsòvia (Przemysław Chylarecki), implicant diverses comissions d'especialistes de tot Europa.
La base de dades de les espècies marines s'ha desenvolupat en un altre projecte, European Register of Marine Species o ERMS ("Registre europeu d'espècies marines").